# Port de Dalhousie
Le port de Dalhousie est un port de commerce situé dans la ville de Dalhousie, au bord de la baie des Chaleurs, au nord du Nouveau-Brunswick. C'est l'un des cinq ports de commerce de la province.

## Situation
Le port est situé au nord de la ville, juste au pied du mont Dalhousie, à l'embouchure du fleuve Ristigouche dans la baie des Chaleurs. Il est accessible par la route 11 et un embranchement du Chemin de fer de la côte est du Nouveau-Brunswick. C'est un port en eau profonde, ayant au moins 9,1 mètres de profond à marée basse.

## Histoire
Le port a été construit en 1872.

## Installations
Le port comporte deux quais. Le quai ouest, long de 355 mètres, est utilisé pour le charbon, le pétrole et les minerais. Il est dotés de réservoirs ayant une capacité de 52 millions de litres. Le quai, long de 340 mètres, est utilisé pour le papier et des marchandises générales. Il est doté d'un hangar d'une superficie de 10 370 m2. Le port dispose de terrains d'entreposage totalisant 4 hectares. Bien que des usines aient été construites au sud, près de 40 hectares sont toujours disponibles pour développement.